# 松木正利
松木 正利（まつのき まさとし、1933年（昭和8年） -2018年（平成30年） ）は、日本の園芸家、ダリア研究家、東北ダリア作出家協会会長、鶴岡ダリア研究会会長、元荘内日報社編集局長。

## 人物
庄内農業高等学校在学中にダリアの研究を始め、卒業後は、農業荘内社『農業荘内』主幹、荘内日報社編集局長経て、1952年に「鶴岡ダリア研究会」を発足させて会長に就任、1956年には「東北ダリア作出家協会」を発足して会長に就任し、協会本部を自宅に置いた。
1947年から1965年までの間に、種苗商によって発表・発売された4874品種の全品種を、植物学者の芳賀卓（現・北海道教育大学名誉教授）と共に、カードに書き込んで「ダリア・リスト」を完成させた。
2000年には、第43回高山樗牛賞受賞を受賞した。
2018年6月18日、死去。

## 略歴
- 1933年（昭和8年）、山形県鶴岡市に生れる。
- 1952年（昭和27年）、山形県立庄内農業高等学校卒業。
- 『農業荘内』主幹に就任。
- 荘内日報社の編集局長に就任。
- 論説委員長に就任。
- 1952年（昭和27年）、「鶴岡ダリア研究会」を発足して会長に就任。
  - 9月、第1回鶴岡ダリア名花展を開催。
- 1956年（昭和31年）、「東北ダリア作出家協会」を発足して会長に就任し、本部を自宅に置く。
- 植物学者の芳賀卓とともに、「ダリア・リスト」を作成する。
- 2000年（平成12年）、第43回高山樗牛賞受賞。
- 2018年（平成30年）6月18日、死去。

## 著作物
- 『最新園芸大辞典』 第2巻 - ダリア属 1968年 誠文堂新光社
- 『花々片々』 1998年 荘内日報社

## 受賞歴
- 第43回高山樗牛賞

## 参考資料
- spoon net